# Vasîlkivți, Iarmolînți
Vasîlkivți (în ucraineană Васильківці) este un sat în comuna Pasicina din raionul Iarmolînți, regiunea Hmelnîțkîi, Ucraina.

## Demografie
Componența lingvistică a localității Vasîlkivți
     Ucraineană (100%)
Conform recensământului din 2001, toată populația localității Vasîlkivți era vorbitoare de ucraineană (100%).